# سفينة نوح (رواية)
سفينة نوح رواية مصرية للكاتب خالد الخميسي تلقي الرواية الضوء عن فكرة الهجرة والتجنس بجنسية مختلفة عن جنسية الدولة الأم الجنسية المصرية وذلك من خلال مجموعة أشخاص يلهثون وراء الخروج من الدولة والعمل في أي دولة أجنبية وذلك لعدة أسباب مختلفة منها الظروف الاقتصادية التي تعاني منها دولتهم منذ عدة سنوات، وانهيار المستوى التعليمي الجامعي ودونه، رغبة غير المسلمين في مجتمع أكثر تحررا، بالإضافة لانتشار المحسوبية والواسطة في المجتمع، وسفينة نوح هي أي وسيلة قد تقلق إلى أي دولة أجنبيه أو عربية للعمل بها والحصول علي جنسيتها لتكون أكثر أمانا واستقرارا.

## أحداث الرواية
وتدور أحداث الرواية مع مجموعة من الأشخاص يرتبط بعضهم ببعض بصورة رائعة من جانب المؤلف ويتشابهون جميعا في رغبتهم العارمة في السفر إلى الخارج فتبدأ الرواية مع أحمد عز الدين أول من لحق بسفينة نوح والذي تخرج في كلية الحقوق بتفوق مبهر وكان حلمه هو العمل كوكيل للنيابة وتبدد حلمه فور تخرجه لفشله في إيجاد من يسانده للعمل في تلك الوظيفة وبالطبع لم يسانده تفوقه في ظل عدم وجود الواسطة ليقرر البحث عبر الإنترنت عن أي فتاة أجنبية تساعده على السفر والخروج من مصر وبذلك يتنازل عن خطيبته هاجر حتي لا يشعر بذنب الخيانة وهو يحاول مع فتيات الإنترنت لنكمل فصل جديد من الرواي مع هاجر لتتزوج من أحد أصحاب المطاعم في الولايات المتحدة ويدعي أيمن صبحي وتسافر معه وفور حصولها على الجرين كارد تطلق من زوجها وتحاول إيجاد فرصة لأحمد عز الدين ليأتي للولايات المتحدة ونكلم مع أحد العاملين بمطعم أيمن ويدعي عبد اللطيف عوض الذي يمتاز بقدرته الفائقه على الطهي والقيام بعدة أعمال أخرى كما يمتاز بصوته الجميل ويترك العمل مع أيمن ليعمل بصورة خاصه مع والد فريد المنجي وفريد هو أحد الشباب الذي سافر ليدرس في لندن ويعمل والده في الولايات المتحدة ويذهب لزيارته من آن لأخر وفريد لا يفكر في العودة الي القاهرة أو حتي زيارتها فقد اعتاد الحياة السهلة في لندن وتنقله من دولة لأخرى بنفس الحياة المنفتحة السهلة ويقابل د.مرتضي البارودي الذي يدرس علم المنهجية وكان أستاذ علم الفلسفة في جامعة القاهرة قبل انتقاله للندن وتزوج من ديبورا الإنجليزية فيتحقق حلمها في الزواج ويقيم حفل زفاف يحضره عدد كبير من المدعوين منهم ريتشارد أخو ديبورا وفريد المنجي أحد طلاب د.مرتضي والذي كان يفخر ويزهو بكون أصبح هنالك أستاذ يحمل نفس جنسيته المصرية فيكون سنده بالجامعة ويقيم السيد مرتضي حفل خاص لزيجته بمصر ويذهب مع عروسه وأخوها ريتشارد إلي أسوان فيعش ريتشارد في مصر وخاصة أسوان التي التقى فيها بحسونه ذلك الشاب أسمر البشرة الذي يعشق نوبيته ويتمنى الخروج من مصر للعمل خارجها وتحقيق أحلامه فيتعرف على مبروك المنوفي الذي يحترف تسفير الشباب للعمل بالخارج واعتبرها مهنة امتهنها لبقية حياته ويقابل السيد مرتضي البارودي أثناء زيارته لمصر بابن عمه ياسين البارودي الذي رغب أيضا بالسفر إلى أحد الدول وقام بالخطوة فعليا ولكن طريقته في السفر كانت غير شرعية لتعذر الأساليب الشرعية وأثناء محاولته قبض عليه وحبس لعدة شهور وبعدها عاد إلى بلده ولكن بنفس الإصرار علي الخروج من مصر فيهمس له أحد الأشخاص أن هناك أحد الأطباءالذي يحاول بيع الأعضاء بالدول الأخرى وعلى من يريد السفر فليتبرع بأحد أعضائه من خلال هذه الطبيبه والتي تدعي نيفين عدلي والتي أصرت هي الأخرى على الخروج من مصر بعد أن وقعت أحد بناتها في حب أحد أقرانها من المسلمين حفاظا منها على عقيدة ابنتها ورغبة عارمة في مجتمع أكثر انفتاحا وأكثر ترحيبا بغير المسلمين (من وجهة نظرها) فتحاول التواصل مع طلعت ذهني الذي يعيش بأمريكا من زمن بعيد ولكنه يحلم باليوم الذي يعود فيه إلى وطنه الذي يعشقه رغم أنتقاله من أمريكا للكويت ولكنه يرى أن نهاية كل هذه التنقلات هي العودة الطبيعية لجذوره المصرية، كذلك نجد في الرواية شخصية مثل سناء مهران تلك البغي التي عشقها مبروك المنوفي والتي لم لمبروك مليم واحد لتسفيرها لدولة الأمارات العربية المتحدة وبعلاقاتها المتعددة تتنقل من بلد لأخرى بحثا عن مجتمع جديد تمارس فيه بغيها وتنتهي الرواية بشخصية مجهوله ولكنها تربط لك كل الشخصيات ونهاية أحداث حياتهم كسفر أحمد عز الدين لهاجر ونفسية أيمن بعد طلاقه من هاجر.

## المحتويات
- أحمد عز الدين.
- هاجر مصطفى.
- عبد اللطيف عوض.
- فريد المنجي.
- د. مرتضى البارودي.
- ياسين البارودي.
- نيفين عدلي.
- طلعت ذهني.
- حسونة صبري.
- مبروك المنوفي.
- سناء مهران.
- من أول السطر.

## كلمة الغلاف
كلمة الغلاف الخلفي اقتباس من رسالة إلكترونية مجهولة المؤلف باللغة الإنجليزية بتصرف من الكاتب.
سفينة نوح سوف تمنحك كل ما تطمح إليه من معرفة.
- أولا : انتبه ! لا تدع السفينة تفوتك.
- ثانيا : تذكر ! إننا جميعا في الهوا سوا.
- ثالثا : كن مستعدا ! ففي أي لحظة يمكنك.
- رابعا : سافروا أزواجا ! لأسباب نحن في غني عن شرحها.
- خامسا : أقدم علي ما ينبغي أن تقدم عليه.. ولا تلتفت لما يكتب أو يقال.
- سادسا : لا يهم من أين جئت ! الجميع يسعي للحاق بالسفينة.
- سابعا : إعلم ! أن من خرج ولحق بسفينة نوح كتب الله له النجاة.

## قضايا الرواية
تتحدث الرواية في الأساس عن قضية هجرة المصريين إلى الخارج ولكن أثناء الرواية يتطرق المؤلف إلى قضايا متعددة مثل رؤية أقباط مصر لأسلمة كثير من الأمور مثل دعاء السفر في الطائرات بل وتشاؤمهم منه وانتشار الحجاب والنقاب وكذلك مشكلة النوبة وتلاشي اللغة النوبية وعدم الاهتمام بالنوبيين وثقافاتهم وتقاليدهم والاهتمام أكثر بالقاهريين وتدني مستوى التعليم في مصر مما فع العديد من الأشخاص إلى سفر أبنائهم للدراسة بالخارج من سن مبكرة وتباعد المسافات بين الآباء والأبناء وانعدام الحوار والأمور المشتركة بينهم، الإتجار بالأعضاء وتضييق الحريات حتي على أساتذة الجامعات وانخفاض الأجور بصورة كبيرة مقارنة ببعض الدول كالسودان الذي ارتفع اقتصادها بصورة كبيرة وارتفاع مستوى الثقافة والتعليم والأجور على عكس مصر.
والعديد من القضايا الأخرى التي تناقشها الرواية بصورة واضحة وبأسلوب بسيط من المؤلف.

## وصلات خارجية
- صفحة الرواية على موقع دار الشروق
- صفحة الرواية على موقع Goodreads